# Phonothèque

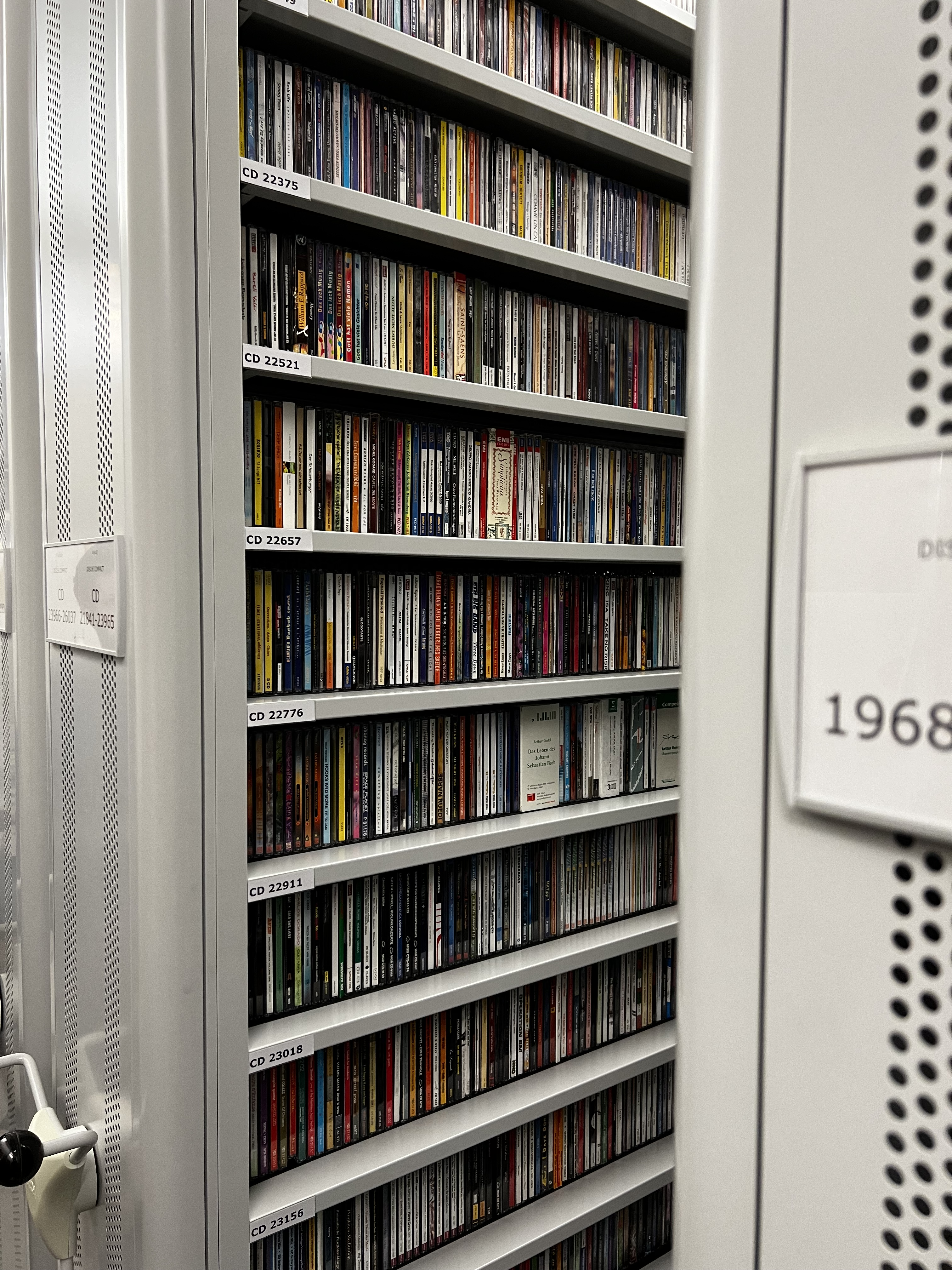
Archives sonores de la Phonothèque nationale suisse.

Une phonothèque (ou archive sonore) est une archive destinée à la collecte et à la conservation des enregistrements sonores et audiovisuels, dont elle doit garantir l'accessibilité dans le temps en préservant à la fois les supports physiques, les appareils de reproduction qui lisent ces supports et les métadonnées liées au contenu, ainsi qu'en les numérisant.
Une phonothèque peut avoir le caractère d'une phonothèque nationale ou être la phonothèque d'une société de radiodiffusion, publique ou privée, ou encore constituer une archive de recherche. Outre la gestion et la conservation des collections, les bibliothèques sonores sont généralement impliquées dans des activités de diffusion. Les stratégies d'acquisition de matériel comprennent l'achat, les dons, le dépôt légal ou même l'enregistrement original.
L'International Association of Sound and Audiovisual Archives est chargée de fédérer les phonothèques au niveau international et d'établir des lignes directrices communes.

## Histoire
En 1876, Alexander Graham Bell dépose un brevet pour le téléphone, permettant la transmission de la voix sur de longues distances. En 1877, Thomas Edison invente le phonographe, premier système d'enregistrement et de reproduction du son basé sur des cylindres phonographiques. En 1887, Emile Berliner perfectionne le mécanisme en brevetant le gramophone, qui utilise des disques par opposition aux cylindres de l'invention d'Edison. Ces innovations ont rendu possible pour la première fois l'enregistrement et la conservation du matériel sonore. Il était alors possible d'utiliser les enregistrements comme outil de recherche en musicologie, en musique et en linguistique. La linguistique, par exemple, a exploité le potentiel des enregistrements pour surmonter les limites des transcriptions et étudier les langues et les dialectes en détail, en utilisant des textes de référence pour comparer les langues entre elles. De même, les enregistrements sont devenus des outils utiles pour les expéditions et les explorations ethnographiques.
La première institution d'archives phonographiques est le Phonogrammarchiv de Vienne, en Autriche, créé à la demande du physiologiste autrichien Sigmund Exner. Contrairement à ce qui se passe habituellement lors de la création d'archives historiques, qui naissent d'un noyau de documents déjà existants, la demande d'Exner, envoyée le 27 avril 1899, a été formulée sur la base du seul potentiel technique de l'enregistrement sonore. La Commission zur Gründung eines phonographischen Archivs (litt. Commission pour la création d'archives phonographiques, en allemand), qui est alors fondée, fixe trois domaines d'intérêt : les langues du monde, en particulier les langues et dialectes européens, la musique et les descriptions sonores de personnages célèbres. Le domaine s'étend bientôt à la médecine, à la zoologie, mais aussi aux paysages sonores. Un disque phonographique d'archives (archivphonograph) en cire est également conçu pour la conservation à long terme.
L'année suivante, c'est au tour de l'Allemagne. À Berlin, les Phonogrammarchiv (Berliner Phonogrammarchiv) sont fondées sous les auspices de la faculté de psychologie de l'université locale et à l'instigation du chimiste Erich Moritz von Hornbostel et du médecin Otto Abraham, qui s'intéressaient initialement à la musicologie. L'idée naît à la suite de représentations de troupes de théâtre siamoises et japonaises. Cependant, contrairement à l'Autriche, le phonographe n'est pas immédiatement utilisé comme outil d'étude linguistique et dialectologique. D'autres villes et institutions européennes suivent, comme l'Académie des sciences de Russie à Saint-Pétersbourg, puis en 1909 à Zurich, en Suisse, et en 1911 à Paris, en France.

## Phonothèques nationales
Les phonothèques nationales sont généralement chargées de conserver les archives sonores gouvernementales et d'archiver les produits de l'industrie musicale, en collaboration avec les organismes de droits d'auteur, ou plus généralement de collecter le patrimoine sonore qui incarne l'identité culturelle et historique d'une nation. Elles peuvent également être les destinataires d'une forme de dépôt légal obligatoire des produits de l'industrie musicale.

### Italie
Le 10 août 1928, la Bibliothèque nationale des archives est créée en Italie, sur la base d'une collection initiée par le futuriste Rodolfo De Angelis, qui avait l'intention de collecter des éléments destinés à être transmis à la postérité. En 1934, le champ d'action de l'institut est étendu à « tout ce qui, dans le domaine du son, intéresse la culture scientifique, artistique et littéraire », tandis qu'en 1935, la responsabilité de la Discoteca di Stato (discothèque d'État) est confiée au sous-secrétariat d'État à la presse et à la propagande, avant de passer au ministère de la culture populaire en 1939.
En 2004, la Discothèque s'est vu confier le rôle de dépositaire légal obligatoire de tous les biens sonores et audiovisuels produits et distribués en Italie, tandis qu'en 2007, elle est transformée en Institut central du patrimoine sonore et audiovisuel. En 2012, une tentative de suppression échoue à la suite d'une mobilisation de diverses associations industrielles. Les archives comptent plus de 300 000 médias.

### Royaume-Uni
Au Royaume-Uni, le British Museum avait déjà commencé à collecter un certain nombre d'enregistrements sonores depuis 1906. Toutefois, cette collection n'étant pas suffisamment complète, l'archiviste Patrick Saul fonde en 1955, avec le soutien de Decca Records et d'un fonds Quaker, le British Institute of Recorded Sound, qui est absorbé par la British Library en 1983 et rebaptisé British Library Sound Archive.

### Suisse
Les discussions sur la nécessité d'une phonothèque nationale commencent en Suisse dès 1972, mais ce n'est que le 14 février 1984 que la Société pour la création de la Phonothèque nationale suisse est fondée. La fondation est achevée le 18 mai 1987, lorsque la société d'établissement est transformée en Phonothèque nationale suisse, dont le siège est à Lugano.
La collection de la Phonothèque comprend des documents sonores sur plus de 500 000 supports sonores (augmentant en moyenne de 20 à 25 000 documents par an), y compris des productions de l'industrie suisse du disque, des enregistrements radiophoniques, des recherches scientifiques et des legs de compositeurs, d'interprètes et de collectionneurs.